# Kłajty
Kłajty (deutsch Kleitz) ist ein Ort in der polnischen Woiwodschaft Ermland-Masuren. Er gehört zur Gmina Kiwity (Landgemeinde Kiwitten) im Powiat Lidzbarski (Kreis Heilsberg).

## Geographische Lage
Kłajty liegt im nördlichen Westen der Woiwodschaft Ermland-Masuren, sechs Kilometer südöstlich der Kreisstadt Lidzbark Warmiński (Heilsberg).

## Geschichte
Das einstige Dorf Kleitz bestand aus ein paar großen und kleinen Höfen. Im Jahre 1874 wurde das kleine Dorf als eine Landgemeinde in den neu errichteten Amtsbezirk Kiwitten (polnisch Kiwity) eingegliedert, der zum ostpreußischen Kreis Heilsberg im Regierungsbezirk Königsberg gehörte. 45 Einwohner zählte Kleitz im Jahre 1905.
Am 22. März 1928 verlor Kleitz seine Eigenständigkeit und wurde in den Nachbarort Kerwienen (polnisch Kierwiny) eingemeindet.
Als 1945 in Kriegsfolge das gesamte südliche Ostpreußen an Polen abgetreten wurde, erhielt Kleitz die polnische Namensform „Kłajty“. Das Dorf ist heute als eine „Osada wsi Kierwiny“ (= „Siedlung des Dorfs Kierwiny“) in die Gmina Kiwity (Landgemeinde Kiwitten) im Powiat Lidzbarski (Kreis Heilsberg) eingegliedert, von 1975 bis 1998 der Woiwodschaft Olsztyn, seither der Woiwodschaft Ermland-Masuren zugehörig.

## Religion
Wie Kleitz bereits vor 1945 gehört Kłajty heute zur römisch-katholischen Pfarrkirche in Kiwity, jetzte zum Dekanat Lidzbark Warmiński im Erzbistum Ermland gelegen.
Kleitz war bis 1945 außerdem in die evangelische Kirche Heilsberg in der Kirchenprovinz Ostpreußen der Kirche der Altpreußischen Union eingegliedert. Seither ist Kłajty der Diözese Masuren der Evangelisch-Augsburgischen Kirche in Polen zugeordnet.

## Verkehr
Kłajty liegt wenige hundert Meter südlich der Woiwodschaftsstraße 513 und ist über eine Stichstraße zwischen Lidzbark Warmiński und Kierwiny direkt zu erreichen.
Eine Anbindung an den Bahnverkehr besteht nicht mehr. Von 1905 bis 1945 bot die Bahnstation „Kerwienen-Springborn“ Anschluss an die Bahnstrecke Schlobitten–Wormditt–Heilsberg–Bischdorf–Angerburg, die heute nicht mehr existiert.